# Altenfeld (Großbreitenbach)
Altenfeld ist ein Ortsteil der Landgemeinde Stadt Großbreitenbach und staatlich anerkannter Erholungsort im Ilm-Kreis in Thüringen.

## Geografie
Altenfeld ist der südlichste Ort im Ilm-Kreis. Das Dorf erstreckt sich im Talkessel der Oelze in West-Ost-Richtung. Geologisch gesehen gehört diese Region bereits zum Thüringer Schiefergebirge, allerdings geht dieses nordwestlich des Dorfes in den Thüringer Wald über, wobei sich beide Gebirge nicht exakt trennen lassen.
Altenfeld liegt in 550 bis 650 m ü. NHN und wird im Norden von der Haube (810,8 m ü. NHN), im Westen vom Kohlhieb (790 m ü. NHN), im Osten vom Hohen Wald (693,6 m ü. NHN) und im Süden von dem 743 Meter hohen Decemhieb begrenzt. Nordwestlich des Ortes liegt Neustadt am Rennsteig, im Nordosten die Stadt Großbreitenbach. Dem Flusslauf der Oelze folgend führt nach Südosten die Harztalstraße zum 150 Meter niedriger liegenden Ortsteil Oelze der Gemeinde Katzhütte. Südlich und westlich liegen ausgedehnte Fichtenwälder und der Rennsteig. Das Gemeindegebiet ist fast vollständig (83 %) bewaldet. Vorherrschende Baumart ist die Fichte. Lediglich im Talkessel rund um den Ort befinden sich einige Wiesenflächen, die zur Weideviehhaltung genutzt werden. In Altenfeld herrscht ein raues Mittelgebirgsklima mit kühlen, feuchten Sommern und schneereichen Wintern.

### Nachbarorte
| Neustadt am Rennsteig |                                             | Großbreitenbach |
|                       | Kompassrose, die auf Nachbargemeinden zeigt |                 |
| Gießübel              | Masserberg                                  | Katzhütte       |

### Geologie
Von Wissenschaftlern der Bergakademie Freiberg wurden 1988 in den Altenfelder Schichten des Thüringer Schiefergebirges die ältesten Spuren des Lebens (pflanzliches Plankton) in dunkelgrauem bis schwarzem Kieselschiefer auf dem Gebiet der ehemaligen DDR nachgewiesen. Der Kieselschiefer gehört geologisch dem Präkambrium an und besteht überwiegend aus dem Material Quarz. Er verdankt seine dunkle Farbe dem relativ hohen Gehalt an Kohlenstoff.

## Geschichte
Der Ort wurde 1492 erstmals urkundlich erwähnt. In dem Dokument ist die Rede von Schneidemühlen am „Clemenstein“ und „auf dem alten Felde“, dessen genauer Standort unbekannt ist. Hinweise aus dem Jahr 1490 auf eine wüste Dorfstatt gelegen an der oberen Oelze, genannt „altes Feld“, legen den Schluss nahe, dass der Ort Altenfeld auf einer alten Wüstung seinen Ausgangspunkt nahm und demzufolge wesentlich älter als urkundlich bezeugt sein muss.
Im April 1525 brach in Thüringen der Bauernaufstand aus, in dessen Folge sich die Siedler der Walddörfer zu einem sogenannten „evangelischen Bruderbund“, auch Waldbund genannt, zusammengeschlossen haben sollen. Im Zuge der Auseinandersetzung besetzten die Truppen der Fronherren auch das „alte Feld“.
1550 wurde auf dem Gebiet des heutigen Ortes am Zusammenfluss von Reischelbach und Oelze eine Schmelzhütte errichtet, in welcher das in der Umgebung abgebaute Silber- und Kupfererz geschmolzen wurde. Von etwa 1600 bis 1646 war Altenfeld eine Wüstung. Im Jahre 1646 führte das Ansiedeln einer Glashütte „auf dem alten Felde“, einer verlassenen Bergarbeitersiedlung, zur Wiederbesiedelung des Ortes. Von dieser Glashütte ging eine Entwicklung zum bald größten Dorf im damaligen Amt Gehren in der Oberherrschaft des Fürstentums Schwarzburg-Sondershausen aus.
Die Glasherstellung blieb neben der Ziegelbrennerei, Schachtelmacherei und Muldenhauerei bis heute der wichtigste Wirtschaftszweig des Ortes. Kaufleute aus Thüringen brachten das Glas bis nach Holland, seit etwa 1690 kamen holländische Kaufleute auch hierher. Diese holländischen Reiter sind auch im Wappen gewürdigt.
In den Jahren 1738 bis 1741 wurde auf einem hervorspringenden Felsen die heute denkmalgeschützte Kirche erbaut.
Aufgrund der Lage im Gebirge ohne ausreichende Ackerflächen kam es in Altenfeld wiederholt zu Hungersnöten, zuletzt 1772 als 72 Menschen verhungerten. 1846 verwüstete ein Brand das Dorf, welchem 17 Häuser vollständig zum Opfer fielen.
Im späten 19. Jahrhundert arbeitete nur noch eine Glashütte; erst um 1900 kam es zu Hüttenneugründungen.
1901 wurde ein Glasmacherverband und 1905 eine Ortsgruppe der SPD gegründet. Im Jahre 1911 sprach Wilhelm Pieck in einer Wahlversammlung zu den Arbeitern Altenfelds. 1919 beteiligte sich der Altenfelder Arbeiter- und Soldatenrat an der Absetzung des Gehrener Landrates, 1920 waren Altenfelder Glasmacher am Generalstreik gegen den Kapp-Putsch beteiligt.
1954 wurde die Auszeichnung „Staatlich anerkannter Erholungsort“ an Altenfeld erstmals vergeben, im Jahre 1998 bekam die Gemeinde vom Thüringer Ministerium für Wirtschaft und Infrastruktur dieses Prädikat dann dauerhaft zugesprochen.
In der Ortsmitte befand sich der aus dem Jahr 1872 stammende Gebäudekomplex Holländischer Reiter mit Gastronomie- und Beherbungsbetrieb. Der Name geht auf ein 5-tägiges Zechgelage holländischer Fuhrleute zurück, ein Reiter ist zudem im Ortswappen abgebildet. Zu DDR-Zeiten existierte hier das FDGB-Erholungsheim „Haus des Volkes“. Nach längerem Leerstand wurden die Gebäude 2016 abgerissen.
1994 kam Altenfeld zum Ilm-Kreis und zur Verwaltungsgemeinschaft Großbreitenbach. Der Verwaltungssitz war in der Stadt Großbreitenbach. Zum 1. Januar 2019 wurde die Verwaltungsgemeinschaft in die Landgemeinde Stadt Großbreitenbach umgewandelt.

### Territoriale Zugehörigkeit
Seit 1599 gehörte Altenfeld der Grafschaft und späteren Fürstentum Schwarzburg-Sondershausen an, das 1918 im Freistaat Schwarzburg-Sondershausen aufging. Ab 1922 gehörte der Ort zum Landkreis Arnstadt, aus dessen südlichen Teil 1952 der Kreis Ilmenau gebildet wurde, dem Altenfeld dann angehörte. 1994 entstand der Ilm-Kreis, zu dem Altenfeld heute gehört.

### Einwohnerentwicklung
Quelle: ab dem Wert für das Jahr 1994 Thüringer Landesamt für Statistik
| Jahr | Einwohner | Jahr | Einwohner | Jahr | Einwohner | Jahr | Einwohner | Grafik |
| ---- | --------- | ---- | --------- | ---- | --------- | ---- | --------- | ------ |
| 1843 | 711       | 1996 | 1.201     | 2004 | 1.121     | 2012 | 1.062     |        |
| 1939 | 1.819     | 1997 | 1.184     | 2005 | 1.103     | 2013 | 988       |        |
| 1955 | 1.750     | 1998 | 1.192     | 2006 | 1.090     | 2014 | 940       |        |
| 1977 | 1.573     | 1999 | 1.178     | 2007 | 1.075     | 2015 | 951       |        |
| 1987 | 1.500     | 2000 | 1.166     | 2008 | 1.051     | 2016 | 960       |        |
| 1989 | 1.287     | 2001 | 1.166     | 2009 | 1.066     | 2017 | 927       |        |
| 1994 | 1.233     | 2002 | 1.150     | 2010 | 1.062     |      |           |        |
| 1995 | 1.218     | 2003 | 1.133     | 2011 | 1.126     |      |           |        |

## Politik

### Ehemaliger Bürgermeister
Während der Bürgermeisterwahl am 6. Juni 2010 wurde Peter Grimm (SPD und Freunde der SPD) mit 93,7 % der Stimmen als ehrenamtlicher Bürgermeister wiedergewählt. Die Wahlbeteiligung betrug 40,0 %.

### Ehemaliger Gemeinderat
Der Rat der Gemeinde Altenfeld bestand aus 12 Ratsfrauen und Ratsherren.
| Parteien und Wählergemeinschaften        | Stimmen 2009 | Sitze 2009 | % 2009 | Stimmen 2014 | Sitze 2014 | % 2014 | GUV % |
| ---------------------------------------- | ------------ | ---------- | ------ | ------------ | ---------- | ------ | ----- |
| CDU                                      | 145          | 1          | 10,3   | -            | -          | -      | −10,3 |
| SPD und Freunde                          | 670          | 6          | 47,4   | 494          | 5          | 42,8   | −4,6  |
| Unabhängige Liste „Bürger für Altenfeld“ | 453          | 4          | 32,0   | 533          | 6          | 46,2   | +14,2 |
| Bürgergemeinschaft                       | 146          | 1          | 10,3   | 162          | 1          | 10,2   | −0,1  |
| Gesamt:                                  | 1414         | 12         | 100,0  | 1153         | 12         | 100,0  |       |
| Wahlbeteiligung in %:                    | 60,1 %       | 60,1 %     | 60,1 % | 50,7 %       | 50,7 %     | 50,7 % |       |

(Stand: Kommunalwahl am 25. Mai 2014)

### Ortspartnerschaften
Seit 1990 besteht eine Partnerschaft mit der Gemeinde Eschenburg in Hessen.

## Kultur und Sehenswürdigkeiten

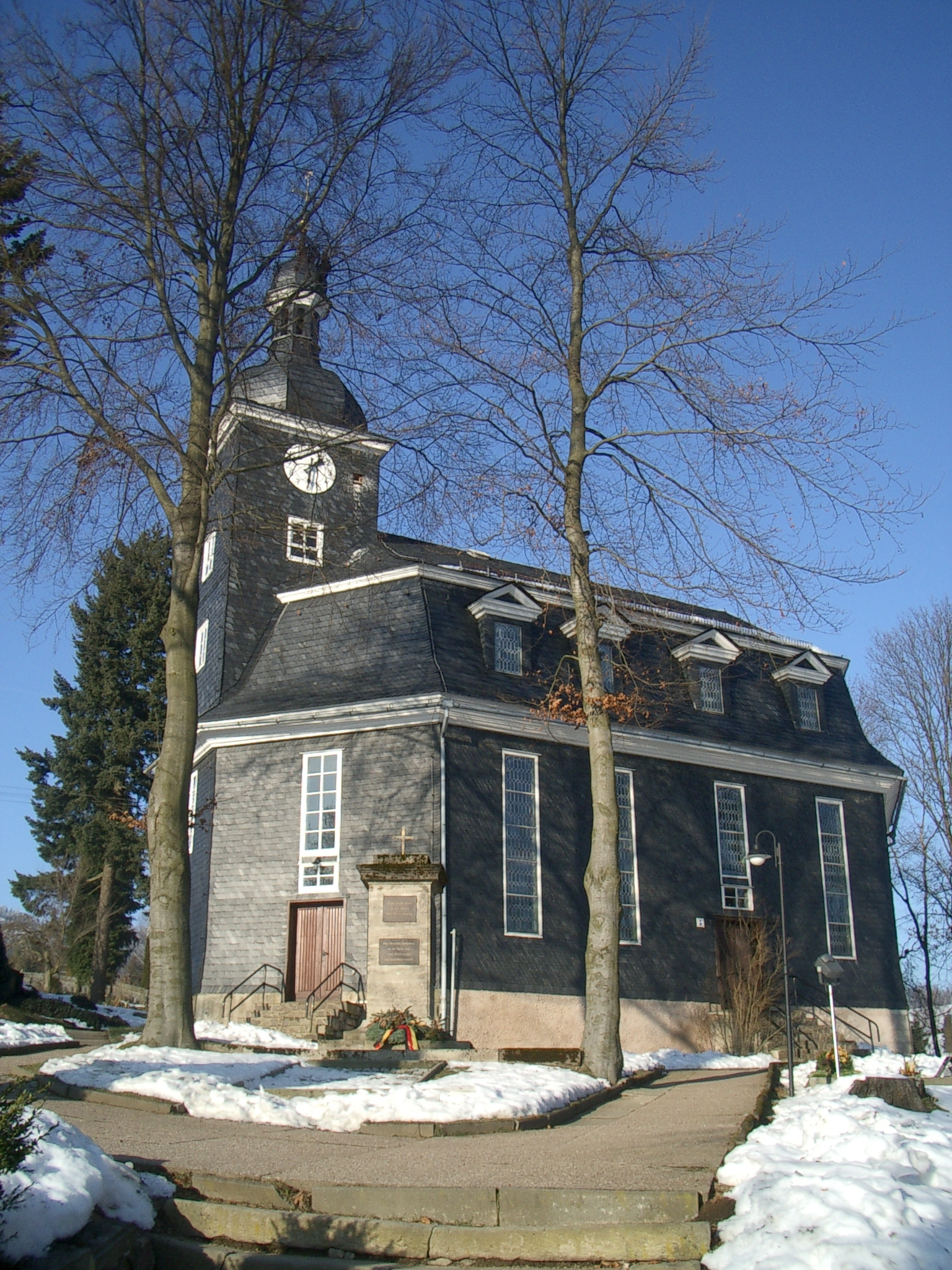
Kirche in Altenfeld

### Museen
- Das Glasmuseum Altenfeld zeigt das gesamte Spektrum der Glasherstellung, wie Gebrauchs- und Kunstglas. U. a. sind Thermometer aus fünf Jahrzehnten zu besichtigen.
- Kleine Galerie im Bürgerhaus
- Musikautomaten-Museum Eger mit einer Sammlung alter Musikautomaten aus der Zeit von 1888 bis 1924

### Sport
- 3-Felder Beachvolleyball-Anlage
- Waldschwimmbad im Bettelmannstal
- Kegelbahn
- Mehrzweckhalle
- Sportplatz
- Zahlreiche Wander- und Skiwanderwege
- Skilift

### Bauwerke
- Denkmalgeschützte Kirche zu Altenfeld. Hier steht eine Orgel aus der Arnstädter Werkstatt des Orgelbauers Johann Stephan Schmaltz von 1776.

## Wirtschaft und Verkehr
In Altenfeld war früher, wie in den anderen Orten der Umgebung, die Heimarbeit weit verbreitet. Hergestellte Produkte waren hier vor allem Waren des Haushaltsbedarfs wie z. B. Streichhölzer, Löffel und andere Holzprodukte. Diese Heimarbeiter zählten zu den ärmsten Menschen in Thüringen, genauso wie das Schiefergebirge lange Zeit als ärmste Region des Landes galt. Neben der Heimarbeit war die Glasindustrie ein wichtiger Erwerbszweig des Ortes, sie bestand hier bis in die DDR-Zeit hinein. Produkte waren hier neben gewöhnlichem Haushaltshohlglas auch Thermometer und andere Glasmessgeräte.
Heute ist der größte Arbeitgeber des Ortes die in Anhausen ansässige Remy & Geiser GmbH, welche im Bereich der Produktion von Kunststoff- und Glasverpackungen für die Pharmazie tätig ist und seit 1991 durch die Übernahme des Standortes Altenfeld der Glasring Thüringen AG hier ein Werk betreibt.
Durch Altenfeld verläuft die Landesstraße L2648, über welche Verbindungen nach Kahlert am Rennsteig (dort weiter nach Neustadt am Rennsteig, Masserberg oder Gießübel) und Großbreitenbach bestehen. Von dieser zweigt eine Kommunalstraße nach Katzhütte/Oelze ab. Der nächste Bahnanschluss liegt ebenfalls fünf Kilometer östlich in Katzhütte an der Schwarzatalbahn. Etwa zwei Kilometer östlich des Ortes befindet sich die Oelzetalbrücke der Schnellfahrstrecke Nürnberg–Erfurt, die im Gemeindegebiet ansonsten durch Tunnel geführt wird.
Busverbindungen werden durch die Linien 304 (Großbreitenbach–Ilmenau) und 308 (Altenfeld–Herschdorf–Königsee) der IOV Omnibusverkehr GmbH Ilmenau realisiert.

## Persönlichkeiten
- Traugott Ochs (1854–1919), Hofkapellmeister, Organist und Dirigent[12]
- Franz Eger (1889–1956), Politiker, Oberbürgermeister von Hildesheim, geboren in Altenfeld
- Fritz Grunert (1930–2001), Politiker (SPD), Mitglied des Brandenburger Landtags, geboren in Altenfeld
- Manfred Geyer (* 1951), ehemaliger Biathlet, derzeit Trainer der Biathlon-Nationalmannschaft Südkoreas